# Aglaophenia attenuata
Aglaophenia attenuata är en nässeldjursart som beskrevs av George James Allman 1883. Aglaophenia attenuata ingår i släktet Aglaophenia och familjen Aglaopheniidae. Inga underarter finns listade i Catalogue of Life.